# Neozausodes shulenbergeri
Neozausodes shulenbergeri är en kräftdjursart som beskrevs av Bouck, Thistle och Rony Huys 1999. Neozausodes shulenbergeri ingår i släktet Neozausodes och familjen Harpacticidae. Inga underarter finns listade i Catalogue of Life.